# WWE Brand Extension 2016
La Brand Extension 2016 è stato un evento della WWE svoltosi nel corso della puntata di SmackDown del 19 luglio 2016.
I commissioner di Raw Stephanie McMahon (insieme al general manager Mick Foley) e SmackDown Shane McMahon (insieme al GM Daniel Bryan), hanno scelto, uno alla volta, i wrestler da aggiungere al proprio roster.

## Risultati
| Raw                                 | SmackDown                   |
| ----------------------------------- | --------------------------- |
| Seth Rollins                        | Dean Ambrose                |
| Charlotte Flair                     | AJ Styles                   |
| Finn Bálor                          | John Cena                   |
| Roman Reigns                        | Randy Orton                 |
| Brock Lesnar                        | Bray Wyatt                  |
| Big E, Kofi Kingston e Xavier Woods | Becky Lynch                 |
| Sami Zayn                           | The Miz                     |
| Sasha Banks                         | Maryse                      |
| Chris Jericho                       | Baron Corbin                |
| Rusev                               | Chad Gable e Jason Jordan   |
| Lana                                | Dolph Ziggler               |
| Kevin Owens                         | Natalya                     |
| Enzo Amore e Big Cass               | Alberto Del Rio             |
| Karl Anderson e Luke Gallows        | Jimmy Uso e Jey Uso         |
| Big Show                            | Kane                        |
| Nia Jax                             | Kalisto                     |
| Neville                             | Naomi                       |
| Cesaro                              | Konnor e Viktor             |
| Sheamus                             | Zack Ryder                  |
| Goldust e R-Truth                   | Apollo Crews                |
| Titus O'Neil                        | Alexa Bliss                 |
| Paige                               | Fandango e Tyler Breeze     |
| Darren Young                        | Eva Marie                   |
| Sin Cara                            | Aiden English e Simon Gotch |
| Jack Swagger                        | Erick Rowan                 |
| Bubba Ray Dudley e D-Von Dudley     | Mojo Rawley                 |
| Summer Rae                          | Carmella                    |
| Mark Henry                          | Heath Slater                |
| Braun Strowman                      | Rhyno                       |
| Bo Dallas                           | Nikki Bella                 |
| Primo e Epico                       | Luke Harper                 |
| Alicia Fox                          | Tamina                      |
| Dana Brooke                         |                             |
| Curtis Axel                         |                             |
| Emma                                |                             |